# Taquaritinga
Taquaritinga is een gemeente in de Braziliaanse deelstaat São Paulo. De gemeente telt 55.662 inwoners (schatting 2009).

## Aangrenzende gemeenten
De gemeente grenst aan Cândido Rodrigues, Dobrada, Fernando Prestes, Guariba, Itápolis, Jaboticabal, Matão, Monte Alto en Santa Ernestina.

## Geboren
- José Edmílson (1976), voetballer
- Luiz Araújo (1996), voetballer